# Kronberger 61
Kronberger 61 (Kn 61) – mgławica planetarna znajdująca się w konstelacji Lutni w odległości około 13 000 lat świetlnych od Ziemi. Została odkryta w styczniu 2011 roku przez austriackiego miłośnika astronomii Matthiasa Kronbergera na zdjęciach zebranych w ramach przeglądu Digital Sky Survey.